# 佳能PowerShot A700

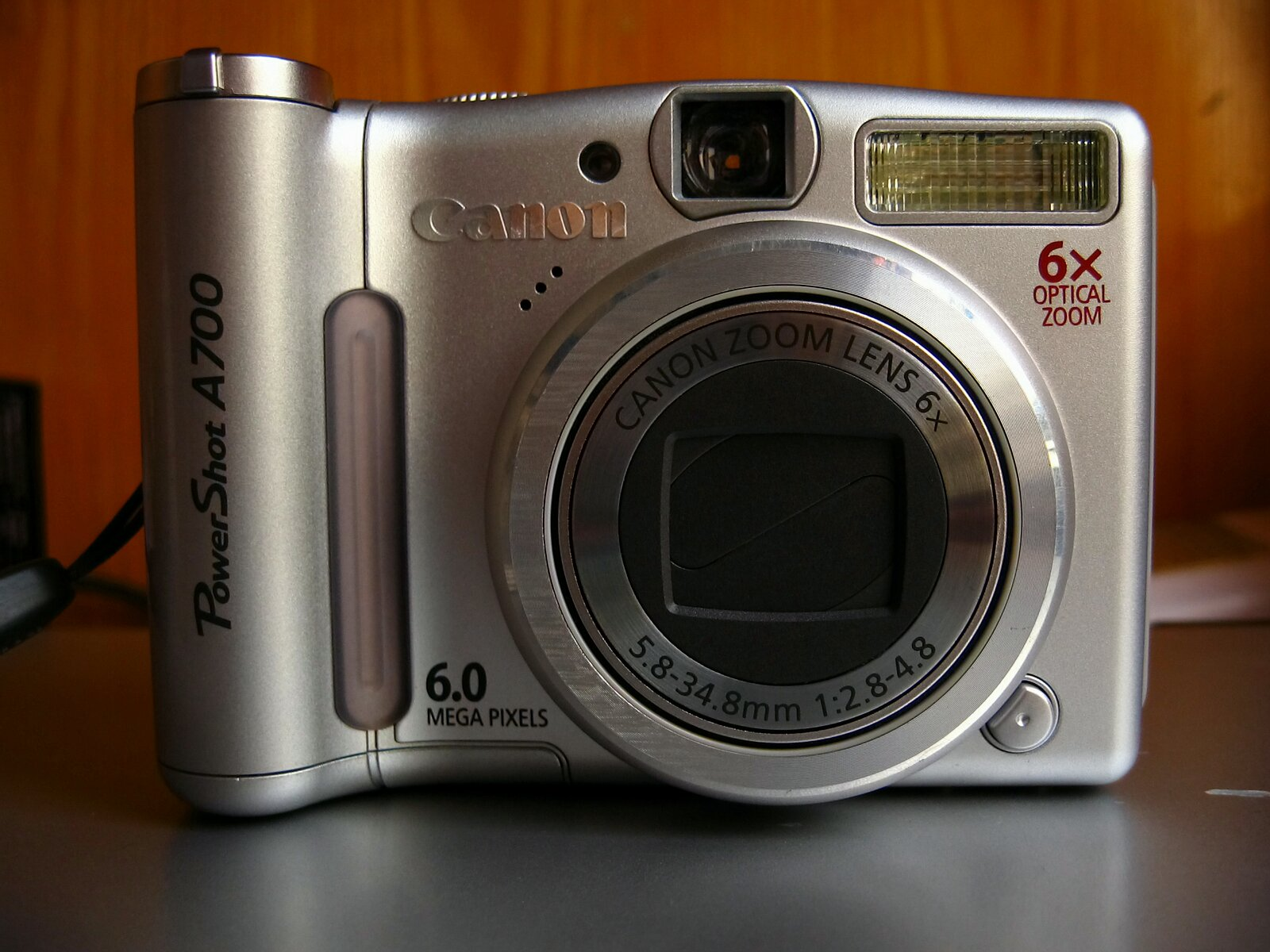
Canon PowerShot A700

佳能 PowerShot A700是一款佳能数码相机，于2006年2月推出。
A700的继任者Canon PowerShot A710 IS。
佳能第一次将6倍光学变焦加入PowerShot A系列，也为此，不得不放弃A6x0系列的大CCD，退而使用较小的1/2.5英寸元件，也正因为如此，A700在成像方面不如较早推出的A6x0系列产品，也取消了在A6x0系列上广受好评的可旋转液晶屏；6倍光学变焦没有图像稳定器配合并不实用，在其继任者A710 IS上，佳能使用了图像稳定器（IS）。A700未能成为期望中的旗舰机型，可说是佳能的一大失败。

## 主要参数
- 6 百万 有效象素
- 6倍光学变焦
- 1/2.5 英寸 CCD
- 2.5寸TFT液晶屏，分辨率7.7万象素
- 快门：15～1/2000秒
- ISO：80/100/200/400/800
- 9点智能对焦
- 有声短片记录（Motion JPEG编码与单声道音频）
- 使用SD卡／MMC卡作为存储介质
- 使用DIGIC II数字处理芯片
- 使用2节AA电池
- Exif 2.2
- 不带电池约250克